# 埃加利耶
埃加利耶（法語：Eygaliers，法語發音：[ɛɡalje]）是法国德龙省的一个市镇，属于尼永斯区。

## 地理
埃加利耶（44°14'21"N, 5°16'48"E）面积8 平方千米，位于法国奥弗涅-罗讷-阿尔卑斯大区德龙省，该省份为法国东南部内陆省份，北起顺时针与伊泽尔省、上阿尔卑斯省、上普罗旺斯阿尔卑斯省、沃克吕兹省和阿尔代什省接壤。
与埃加利耶接壤的市镇（或旧市镇、城区）包括：比莱巴罗尼、普莱西昂、拉罗什叙勒比、圣莱热迪旺图。

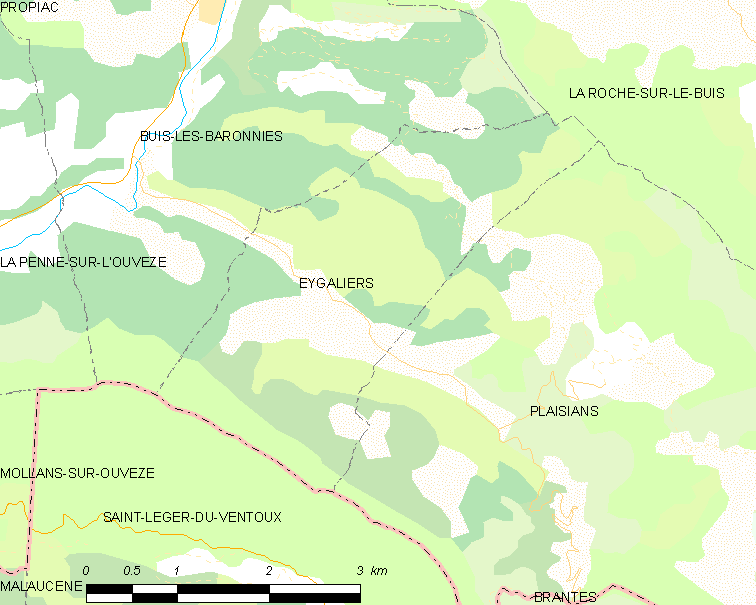
埃加利耶的OSM定位图

埃加利耶的时区为UTC+01:00、UTC+02:00（夏令时）。

## 行政
埃加利耶的邮政编码为26170，INSEE市镇编码为26127。

## 政治
埃加利耶所属的省级选区为尼永斯-巴罗尼县。

## 人口

1962-2008年间埃加利耶人口变化图示

埃加利耶于2022年1月1日时的人口数量为134人。